# 大西雅也
大西 雅也（おおにし まさや、1959年11月27日 - ）は、日本のアニメーター、キャラクターデザイナー。京都府京都市出身。別名義として日野国芳がある。
主な活動の場はぴえろであり、現在もぴえろ作品の主力作画スタッフの1人である。

## 作品リスト

### テレビアニメ
- 百獣王ゴライオン（原画）　※第37話
- 太陽の牙ダグラム（動画）　※第13話
- じゃりン子チエ（動画、原画）
- パーマン（原画、作画監督）
- 魔法の妖精ペルシャ（原画）
- 小公女セーラ（原画）
- ゲゲゲの鬼太郎(第3作)（原画）
- めぞん一刻（原画）
- きまぐれオレンジ☆ロード（原画）
- 燃える!お兄さん（原画）
- おそ松くん（原画）
- おぼっちゃまくん（原画）　※第26話
- 平成天才バカボン（作画監督、原画）
- おれは直角（原画、作画監督）
- 幽☆遊☆白書（キャラクターデザイン、オープニングアニメーション[2]、エンディングアニメーション[2]、原画）
- セイバーマリオネットJ（原画）
- はいぱーぽりす（作画監督）　※第20話
- 烈火の炎（原画、作画監督）
- どっきりドクター（作画監督、原画）
- GTO（原画、作画監督）
- 学校の怪談（キャラクターデザイン[3]、OP作画監督）
- 旋風の用心棒（作画監督、OP原画）
- 東京ミュウミュウ（作画監督）
- 探偵学園Q（キャラクターデザイン[4]、OP作画監督）
- BLEACH（作画監督、作画監督協力、原画、第二原画、OP原画、ED作画監督）
- バジリスク 〜甲賀忍法帖〜（OPアニメーション原画）
- ひだまりスケッチ（原画）
- ドージンワーク（ED原画）
- NARUTO -ナルト- 疾風伝（作画監督、原画、第二原画、OP原画）
- ドラえもん（テレビ朝日版第2期）（原画）

### OVA

#### 一般向け
- ここはグリーン・ウッド（原画）
- 今日から俺は!!（キャラクターデザイン、作画監督）
- 機神兵団（原画）
- KEY THE METAL IDOL（原画）
- てなもんやボイジャーズ（原画）
- ICE（キャラクターデザイン、作画監督）

#### アダルトアニメ
- 夜勤病棟（キャラクターデザイン、作画監督）※日野国芳名義
- パンチラティーチャー（キャラクターデザイン、作画監督）※日野国芳名義
- 新体操（真）（キャラクターデザイン）※日野国芳名義

### 劇場アニメ
- ヤマトよ永遠に（動画）
- 宇宙戦艦ヤマト 完結編（動画）
- 月光のピアス ユメミと銀のバラ騎士団（作画監督）
- 幽☆遊☆白書 冥界死闘篇 炎の絆（作画監督[5]）
- 劇場版 幻想魔伝 最遊記 Requiem 選ばれざるものへの鎮魂歌（作画監督）
- 劇場版 NARUTO -ナルト- 大興奮!みかづき島のアニマル騒動だってばよ（作画監督協力）
- 劇場版BLEACH The DiamondDust Rebellion もう一つの氷輪丸（作画監督）
- 劇場版BLEACH Fade to Black 君の名を呼ぶ（作画監督）
- ROAD TO NINJA -NARUTO THE MOVIE-（作画監督）

### Webアニメ
- 島んちゅMiRiKa（原画）

### イベント用アニメ
- HUNTER×HUNTER(1998年)（キャラクターデザイン、作画監督）